# ATP Challenger Santa Clarita
Das ATP Challenger Santa Clarita (offiziell: Challenger of Santa Clarita) war ein Tennisturnier, das von 2006 bis 2007 jährlich in Valencia, einem Stadtteil von Santa Clarita, stattfand. Es gehörte zur ATP Challenger Tour und wurde im Freien auf Hartplatz gespielt. Sam Warburg gewann im Doppel zweimal das Turnier.

## Liste der Sieger

### Einzel
| Jahr | Sieger            | Finalgegner     | Ergebnis       |
| ---- | ----------------- | --------------- | -------------- |
| 2007 | Alex Bogdanovic   | Zack Fleishman  | 6:4, 6:74, 6:3 |
| 2006 | Frédéric Niemeyer | Benjamin Becker | 4:6, 6:3, 6:2  |

### Doppel
| Jahr | Sieger                             | Finalgegner               | Ergebnis |
| ---- | ---------------------------------- | ------------------------- | -------- |
| 2007 | Harel Levy Sam Warburg (2)         | Cecil Mamiit Eric Taino   | 6:2, 6:4 |
| 2006 | John Paul Fruttero Sam Warburg (1) | Rik De Voest Glenn Weiner | 7:5, 6:3 |